# Microcyba leleupi
Microcyba leleupi là một loài nhện trong họ Linyphiidae.
Loài này thuộc chi Microcyba. Microcyba leleupi được Herman Theodor Holm miêu tả năm 1968.